# Скиф
Скифът е вид лодка, както и (съкратено) название на спортна дисциплина в академичното гребане.
Едноместният скиф е едноместна лодка с 2 весла - по 1 във всяка ръка на състезателя. Изискванията към лодката скиф са: минимално тегло на лодката до 14 кг (30,8 фунта), средна дължина около 8,2 м (27 фута).
Дисциплината е сред признатите от Международната федерация по гребане и МОК за олимпийска дисциплина.